# Bloque Metro de las AUC
El Bloque Metro fue un frente paramilitar colombiano el cual operaba fundamentalmente en el departamento de Antioquia. Estaba vinculado a las Autodefensas Campesinas de Córdoba y Urabá (ACCU) y posteriormente a las Autodefensas Unidas de Colombia (AUC) comandadas por Carlos Castaño. Operó en 45 municipios de Colombia en el Nordeste antioqueño, el Oriente Antioqueño, el Valle de Aburrá y la ciudad de Medellín entre 1996 y el 2004, comandados por Carlos Mauricio García Fernández, también conocido como alias "Rodrigo Doble Cero" o "Rodrigo Franco".

## Historia

### Antecedentes
Para la década de los noventa existía una fuerte presencia de los Frentes 4, 36 y 47 pertenecientes al Bloque Noroccidental de las FARC-EP y del Frente Bernardo López Arroyave y Carlos Alirio Buitrago del ELN, quienes habían logrado fortalecer su control en el nordeste de Antioquia. La extorsión y el secuestro de ganaderos se volvieron frecuentes en municipios como Yolombó, Vegachí, Yalí, San Roque, Maceo, Segovia, Remedios, Anorí y Amalfi.
La llegada a la región de las Autodefensas Campesinas de Córdova y Urabá, el descontento general de la población civil con la presencia guerrillera, la integración de desmovilizados del EPL en las ACCU, combinada con el crecimiento de estructuras criminales relacionadas con el narcotráfico fueron condiciones propicias para la creación de esta organización armada.

### Fundación
Para finales de 1994 las ACCU estaban bajo el mando de Carlos y Vicente Castaño Gil, ya que su hermano Fidel había muerto en enero de ese mismo año. La prioridad de los hermanos era expandir su influencia hasta San Pedro de Urabá, para posteriormente controlar toda la región de Antioquia de sur a norte, eliminando todo rastro de la guerrilla. 
"Esto se dio luego de la muerte del Profe (Fidel Castaño), cuando Vicente y Carlos empezaron a dar la orden de expandirnos a otras partes donde no estábamos”  

- Manuel Arturo Salom, alias ‘JL’ en Justicia y Paz. 
Para cumplir con este objetivo, la Casa Castaño designó a Carlos Mauricio García Fernández, también conocido como alias "Doble Cero" o "Rodrigo Franco", un exoficial del Ejército Nacional, quien entró a las autodefensas en 1989, primero fungiendo como escolta personal de Carlos Castaño y posteriormente como comandante en Jefe del Bloque Metro.  
Para garantizar el éxito de este nuevo Bloque de las ACCU, los Castaño comenzaron a buscar apoyo de comerciantes y ganaderos de la región, principalmente con quienes ya habían financiado alguna Autodefensa o a las Convivir, encontrando este apoyo en las familias terratenientes de los Villegas Uribe, los Uribe Vélez y los Gallón Henao, siendo ellos la piedra fundacional del Bloque Metro.
Con el auspicio de los comandantes de las ACCU, Doble Cero se apoyó en el exsoldado profesional Jhon Jairo Mejía Arcila, conocido como ‘Filósofo’ o ‘Filo’, quien fue el encargado de reclutar los primeros 35 hombres, a quienes reunió y entrenó en la hacienda Guacharacas, perteneciente a la familia Uribe Vélez, estando ubicada en medio de los municipios Yolombó y San Roque, convirtiéndose en el centro logístico y base de operaciones del naciente grupo, donde se planearían las primeras acciones paramilitares, siendo ellos el pelotón que pondría la primera piedra para la fundación del Bloque Metro.
Cuando Doble Cero llegó a San Pedro de Urabá su prioridad fue garantizar la movilización entre municipios, por lo que después de una investigación de inteligencia en la región, ubicó a un hombre de confianza de las FARC, Sebastián Ortega, el hombre que tenía el monopolio de las camionetas camperas UAZ, quienes eran las únicas que podían transitar por las trochas del Urabá. Una vez fue encontrado, el comandante le dijo a Sebastián: 
- Don Sebastián, ya sabe uste' quien tiene el mando en la zona: son las autodefensas, y yo soy el comandante militar. Le vengo a proponer que deje de colaborarle a la guerrilla y trabaje con nosotros, no le va a pasar nada. Pero si sigue trabajándole a la guerrilla, yo mismo vengo y lo mato. 
Ante esta propuesta, el comerciante le respondió a Doble Cero - Nosotros estamos con la guerrilla porque ellos son los que mandan acá, pero si las autodefensas me garantiza seguridad y me protegen, me voy con uste'. Yo tengo cinco hijos, deme pistolas y radios y verá. 
Doble cero aceptó y se llevó a Sebastián y a sus hijos a la finca La 35, perteneciente a los Castaño, donde se tenía una escuela especializada en entrenamiento militar y tortura física y psicológica de contraguerrilla. Al grupo de Don Sebastián Ortega comenzaron a llamarlos "Los Patecaucho" por el material de sus botas y la efectividad que demostraban en las operaciones que comenzaron a ejecutar en contra de los grupos guerrilleros.
Poco a poco, los chismes de las operaciones militares del grupo armado se comenzaron a difundir en la población, llamando la atención de varios jóvenes desempleados de clase media-baja, quienes buscaban la manera de conseguir dinero sin la necesidad del estudio. El negocio era conocido en toda la región: cazar guerrilleros. Así, solo en 1996 se integraron a este nuevo Bloque unos 100 hombres provenientes del Urabá, entre jóvenes desempleados, sicarios, miembros de las ACCU y desmovilizados del EPL. 
José Miguel Gil Sotelo, alias "Federico", un exguerrillero del EPL quien después de ser desmovilizado en 1991, fue reclutado por las Autodefensas campesinas de Córdova y Urabá (ACCU). Posteriormente, en conjunto con Doble Cero, conformaron y entrenaron en 1996 el Bloque Metro con 100 hombres provenientes de la región del Urabá, con el objetivo de exterminar la presencia guerrillera en la zona.

### Expansión
Como las guerrillas habían empezado una estrategia territorial consistente en infiltrarse paulatinamente a través de milicias urbanas en la ciudad de Medellín, el Bloque Metro decidió hacer lo propio y empezó a movilizar grupos de jóvenes armados en barrios periféricos de la ciudad. La organización reclutó particularmente jóvenes pertenecientes a pandillas y «combos» en zonas como la Comuna 13 de Medellín, quienes eran a menudo perseguidos por las guerrillas y quienes habían empezado a organizarse y a armarse para defenderse. El Bloque Metro contactó a los líderes de las pequeñas bandas armadas y les prometió entrenamiento, armas y un salario mensual. De acuerdo con testimonios de antiguos miembros, estas bandas recibieron entrenamiento militar e ideológico en fincas y, según algunos, en guarniciones militares con complicidad de miembros del ejército. También se les instruyó a patrullar los barrios y a cobrar extorsiones a comerciantes de la zona para conseguir más recursos y para evitar que las milicias urbanas de la guerrilla los obtuviesen. 
Además, el Bloque Metro desarrolló una modalidad de subcontratación con organizaciones criminales de alta capacidad operativa, como la banda de la Terraza, una peligrosa organización de sicarios, de forma que para finales de la década de 1990 se había convertido en el centro de coordinación de una parte importante de la delincuencia en la ciudad. También se apoyó en algunas de las cooperativas de seguridad «CONVIVIR» existentes en la ciudad, y desarrolló una estrategia de guerra orientada, en primer lugar, a golpear, aniquilar o absorber a los grupos milicianos, y en segundo lugar, a someter a algunas de las bandas delincuenciales presentes en la ciudad.[cita requerida]
El grupo paramilitar respaldado por el Bloque Metro surgió como una fuerte presencia militar en Medellín a partir de 1998. Para el año 2000, había captado a muchas de las bandas criminales de la ciudad y para el 2001 era el grupo paramilitar dominante de la ciudad, con presencia en un 70% del departamento y una «influencia preponderante en el control de las comunas populares en Medellín».
En el marco del proceso de desmovilización paramilitar, el Bloque Metro se declaró en disidencia en noviembre del 2002, lo que llevó a una confrontación con otros bloques paramilitares y finalmente a su destrucción. Sus más de 1000 integrantes fueron combatidos y luego sometidos por el Bloque Cacique Nutibara al mando de Don Berna.

### Rodrigo DobleCero
Carlos Mauricio García Fernández también conocido en las autodefensas Colombianas como «Rodrigo», «Doblecero», «Raúl» o «Sergio»,  nació en Medellín en un hogar de clase media alta. Fue formado por los padres jesuitas en el tradicional colegio de San Ignacio de Loyola, donde cursó toda su educación. Ingresó a la Escuela Militar de Cadetes General José María Córdova del Ejército colombiano, siendo uno de los mejores oficiales de su curso. Eligió el arma de Infantería. Durante su vida militar, siempre en zonas de combate, se formó en la contraguerrilla como «Lancero» y por sus méritos realizó cursos en la Escuela de las Américas del ejército de los Estados Unidos, donde también estudió en Fort Benning, Georgia, las técnicas contraguerrilleras de los Green Berets o boinas verdes, unidad de fuerzas especiales antisubversivas del ejército de los Estados Unidos. Realizó cursos de inteligencia y contrainteligencia y manejo avanzado de armamentos y explosivos también en los Estados Unidos. Durante su vida militar realizó estudios de derecho en la Universidad Militar Nueva Granada. A raíz de investigaciones en su contra por violaciones a los derechos humanos, particularmente el secuestro de campesinos para que brindaran información sobre la guerrilla, se retiró del ejército colombiano por voluntad propia en 1988. Pronto empezó su carrera paramilitar en las autodefensas campesinas de Córdoba y Urabá, bajo el mando de Fidel Castaño, de quien se convertiría en secretario personal. García se sumó junto con los Castaño al movimiento denominado «Perseguidos por Pablo Escobar» o los PEPES, quienes fueron un factor determinante en el desmembramiento del cartel de Medellín.
Desde los comienzos de la incipiente organización de autodefensa que se comenzó a conocer como las Autodefensas Campesinas de Córdoba y Uraba, entonces orientada por Fidel Castaño Gil, la experiencia militar de García fue fundamental para su consolidación, ya que desde su llegada las disciplinó y estructuró como un pequeño ejército antisubversivo e introdujo la formación militar, redactando los estatutos de las ACCU y siendo el fundador e instructor de la primera escuela de autodefensas antisubversivas en Colombia, con régimen interno y estructura militar. Fue el gran ideólogo y estratega del movimiento político militar de autodefensas campesinas y siempre tuvo en sus objetivos una negociación de paz con el gobierno colombiano, una vez se sometiera a la guerrilla. Siempre se reconoció como Autodefensa y rechazó el término «paramilitar» pues según él actuaba por sus propias convicciones y en legítima defensa y no como instrumento de una guerra sucia.

### Disidencia y Fuego Cruzado
Al igual que Carlos Castaño, Doble Cero se diferenció de otros líderes paramilitares en su rechazo absoluto al narcotráfico y por tanto se opuso férreamente a la narcotización del movimiento de autodefensas, pues creía que le hacía perder los ideales y por tanto legitimidad a la lucha antisubversiva, así esta fuera ilegal. Por tal razón el Bloque Metro no hizo parte de las Autodefensas Unidas de Colombia, AUC, lo que exacerbó aún más la animadversión que por él sentían otros líderes paramilitares. En el 2001, cedió parte de su territorio en Medellín al comandante del Bloque Cacique Nutibara (BCN), alias Don Berna. Una vez sus tropas combinadas eliminaron las amenazas guerrilleras de la ciudad, la situación iba a cambiar completamente. 
Por esta época comienza el proceso de negociación de las AUC para lograr la desmovilización de sus combatientes. Debido a sus diferencias con las AUC y particularmente con Don Berna, el Bloque Metro fue uno de los pocos que se opuso tenazmente a dicho proceso, y Doble Cero decidió que sus combatientes no iban a desmovilizarse. Esto no fue bien recibido por las AUC que veían en tal decisión un riesgo a que el proceso fracasara. Salvatore Mancuso, jefe militar de las Autodefensas Campesinas de Córdoba y Urabá, ACCU, Don Berna, dueño de la Banda de La Terraza o Bloque Cacique Nutibara BCN, Carepollo del Bloque Bananero, Carlos Mario Jiménez 'Macaco', Julián Bolívar, Cuco Vanoy y Ernesto Báez, dueños del Bloque Central Bolívar y Vicente Castaño, también narcotraficante y dueño de varios bloques, en un consorcio criminal aliado con sectores corruptos de las fuerzas militares, comenzaron una cruzada militar para exterminar al Bloque Metro y asesinar a Doblecero. Carlos Castaño, quien había sido uno de los padrinos del bloque, no tuvo más opción que retirarles su apoyo. Sería el mismo Rodrigo quien señalaría el 27 de mayo de 2003: «La propuesta de ultimátum está basada en que el Bloque Metro es un obstáculo para los proyectos estratégicos de las AUC y el Bloque Central Bolívar».
El paramilitar agregó que el bloque principal de las AUC encabezado por Carlos Castaño y Salvatore Mancuso y el Bloque Central Bolívar le advirtieron que «si en una fecha determinada nosotros no entramos en un proceso de desmovilización con el gobierno, paralelo al de ellos, se desatará una guerra total o de aniquilamiento».
Fue precisamente en esa época que se rodó en barrio La Sierra un documental homónimo de la periodista colombiana Margarita Martínez y el estadounidense Scott Dalton y que relataba la historia de dos jóvenes involucrados en los enfrentamientos entre el Bloque Metro y el Cacique Nutibara. 'Doble Cero' era el jefe paramilitar de ese entonces en el barrio La Sierra, y fue él mismo quien les dio permiso para ingresar.[cita requerida]
Durante julio de 2003, el Alto Comisionado para la Paz manifestaría así mismo: «El Bloque Metro sí ha estado por fuera, el Bloque Metro es un grupo muy pequeño que no tiene más de 400 hombres, opera en la zona de Medellín y Antioquia y lamentablemente su dirigente, su jefe... (con) una incomprensión histórica del proceso se ha opuesto de manera radical a esta negociación, nosotros esperamos que entre en razón, que Dios le toque su corazón, que él deje su dureza y que finalmente entre también en este proceso».[cita requerida]
Las contradicciones entre el Bloque Metro y las estructuras del bloque Cacique Nutibara lograron el repliegue total del primero y la expansión del segundo: «...ha salido victorioso el bloque Nutibara que consiguió hacia finales del 2003 el repliegue total del bloque Metro en zona rural del municipio de San Roque. Hasta este municipio del nordeste antioqueño, llegaron en septiembre casi 2 000 hombres de los bloques Central Bolívar (BCB), Cacique Nutibara y Calima a desalojar a los integrantes del Bloque Metro, que llegaron a estas tierras en 1997».

### Derrota y Disolución
Derrotado en el nordeste antioqueño por las tropas las AUC y del Ejército Colombiano en una alianza del narcotraficante Don Berna con oficiales corruptos, a Doble Cero se le ofreció, y él mismo consideró, la posibilidad de recibir protección del gobierno de los Estados Unidos, por lo que adelantó negociaciones en el exterior con agentes de agencias de seguridad de ese país, oferta que declinó por considerar que su misión militar antisubversiva no había concluido. [cita requerida] Algunos de los integrantes del Bloque Metro, hombres de confianza de Doble Cero fueron asesinados en Medellín como ofensiva del mismo bloque, entre ellos «Monito de la planchita», conocido en el oriente antioqueño por múltiples asesinatos. Alias «Arturo» compañero del antes mencionado «Monito de la planchita» desapareció del Oriente Antioqueño después de estos ataques. Parte de los integrantes del Bloque Metro de las AUC, terminó en las filas del BCN, iniciando el año 2003. Los miembros sobrevivientes del Bloque Metro que no se desmovilizaron con el Bloque Cacique Nutibara lo hicieron luego con el Bloque Central Bolívar o el Bloque Héroes de Granada.[cita requerida]
Doble Cero escapó a Santa Marta intentando salvar su vida, aún bajo la protección de Carlos Castaño, pero apenas mes y medio después de la muerte de este, García Fernández fue asesinado de cinco disparos en la cabeza, a órdenes del narcotraficante Don Berna en Santa Marta. Doble Cero, que contaba con 39 años, fue sepultado en un cementerio de Medellín, Antioquia.[cita requerida]